# Saul Leiter
Saul Leiter (Pittsburgh, 3 de dezembro de 1923 - Nova Iorque, 26 de novembro de 2013) foi um fotógrafo e pintor estadunidense, cujo trabalho do início da décade de 1940 e 1950 foi um contributo importante para o que viria a ser chamado Escola de Fotografia de Nova Iorque. Seu trabalho nos gêneros de fotografia de rua e moda é reconhecido pela sua inovação na estética formal, embora ele tenha um reconhecimento tardio.

## Biografia
Leiter nasceu em Pittsburgh, Pensilvânia. Seu pai era um professor reconhecido do Talmud, e o próprio Saul estudou para se tornar um rabino. Sua mãe deu a ele sua primeira câmera quando ele tinha 12 anos de idade. Aos 23 anos, e tendo desenvolvido um interesse precoce em pintura, ele decidiu deixar seus estudos em teologia e mudou-se para Nova Iorque para se tornar um artista.
Na cidade conheceu o pintor da escola expressionista abstrata, Richard Pousette-Dart, que junto com o fotógrafo W. Eugene Smith, que encorajou Leiter a continuar no caminho da fotografia.
Em 1948 começou a tirar fotografias coloridas. Seu trabalho como fotógrafo de moda por 20 anos foi publicado por vários meios gráficos importantes, como Show, Elle, British Vogue, Queen ou Nova.